# Linea Hankyū Itami
La  Linea Hankyū Itami (阪急伊丹線?, Itami-sen) è una breve ferrovia di 3,1 km delle Ferrovie Hankyū a scartamento ferroviario che collega le stazioni di Itami nella città omonima e Tsukaguchi, ad Amagasaki, nella prefettura di Hyōgo in Giappone.

## Storia
La ferrovia, fra Tsukaguchi e Itami è stata aperta nel 1920, mentre nel 1921 e nel 1935 sono state aggiunte rispettivamente le due stazioni intermedie di Inano e Shin-Itami. Nel 1995 la linea ha subito gravi danni a causa del Terremoto di Kobe, e la stazione di Itami, completamente distrutta dal sisma, è stata ripristinata nel 1998.

## Servizi
I treni fermano in tutte le stazioni della linea.

## Stazioni
| Nome       | Nome   | Distanza (km) | Distanza dalla stazione precedente (km) | Collegamenti                 | Posizione |
| ---------- | ------ | ------------- | --------------------------------------- | ---------------------------- | --------- |
| Tsukaguchi | 塚口   | -             | 0.0                                     | Linea principale Hankyū Kōbe | Amagasaki |
| Inano      | 稲野   | 1.4           | 1.4                                     |                              | Itami     |
| Shin-Itami | 新伊丹 | 0.8           | 2.2                                     |                              | Itami     |
| Itami      | 伊丹   | 0.9           | 3.1                                     |                              | Itami     |